# Flesh Color
Flesh Color és una pel·lícula experimental de 1978 de 116 minuts amb guió i direcció de François Weyergans (premi Goncourt 2005). La música és de Friswa. Aquesta pel·lícula va ser presentada a la secció paral·lela del Festival de Cannes, el 1978.

## Repartiment
- Dennis Hopper: Mel
- Veruschka von Lehndorff: Anna
- Jorge Donn: Ramon
- Bianca Jagger: Madame Schrijvers
- Laurent Terzieff: Michel
- Lou Castel: el psiquiatre
- Anne Wiazemsky